# Jan Ljungar
Jan August Birger Ljungar, född 2 december 1928 i Äppelviken, Stockholm, död 2018, var en svensk jurist.

## Biografi
Jan Ljungar avlade juris kandidatexamen vid Stockholms högskola 1953. Efter tingstjänstgöring i Sollentuna och Färentuna domsaga inträdde han i Svea hovrätt och blev hovrättsassessor 1963.
Efter tjänstgöring som bland annat hovrättsråd i hovrätten för nedre Norrland och rådman i Stockholms tingsrätt utnämndes han 1974 till hovrättslagman i hovrätten för västra Sverige och därefter i Svea Hovrätt. Mellan 1975 och 1977 var han ordförande i Arbetsdomstolen, och utnämndes sedan till justitieråd i Högsta domstolen där han tjänstgjorde 1978–1979.
Efter att han lämnat Högsta domstolen bedrev han verksamhet som fristående juridisk konsult. Han kom att särskilt inrikta sig på skiljeförfaranden och var under flera decennier en av Sveriges mest anlitade skiljemän.

### Familj
Jan Ljungar var son till Birger och Anna Ljungar. Han var gift med Gunnel Ljungar och de fick tillsammans tre söner.